# Rhododendron horlickianum
Rhododendron horlickianum är en ljungväxtart som beskrevs av Davidian. Rhododendron horlickianum ingår i släktet rododendron, och familjen ljungväxter. Inga underarter finns listade i Catalogue of Life.